# We're Still Together
We're Still Together – album O.V. Wrighta wydany w 1979 r.

## Lista utworów
| Nr | Tytuł                       | Autorzy                          |
| -- | --------------------------- | -------------------------------- |
| 1  | We're Still Together        | Richie Key/Earl Randle           |
| 2  | I Found Peace               | James Shaw /Earl Randle          |
| 3  | It's Cold Without Your Love | Jim Dotson/Earl Randle           |
| 4  | Baby, Baby, Baby            | Aretha Franklin/Carolyn Franklin |
| 5  | I'm Gonna Stay              | Willie Mitchell/Earl Randle      |
| 6  | The Hurt Is On              | James Shaw/Earl Randle           |
| 7  | Today I Sing the Blues      | C. Louis                         |
| 8  | Mirror of My Soul           | Renee Kirk/Earl Randle           |
| 9  | Sacrifice                   | Melvin Carter                    |